# Алессіо Кастро-Монтес
Алессіо Кастро-Монтес (фр. Alessio Castro-Montes, нар. 17 травня 1997, Сінт-Трейден) — бельгійський футболіст, півзахисник клубу «Юніон Сент-Жилуаз».
Виступав, зокрема, за клуби «Сент-Трюйден», «Ейпен» та «Гент».

## Ігрова кар'єра
Народився 17 травня 1997 року в місті Сінт-Трейден. Вихованець юнацьких команд футбольних клубів «Андерлехт» та «Сент-Трюйден».
У дорослому футболі дебютував 2016 року виступами за команду клубу «Сент-Трюйден», в якій провів один сезон, взявши участь в одному матчі чемпіонату. 
Своєю грою за цю команду привернув увагу представників тренерського штабу клубу «Ейпен», до складу якого приєднався 2017 року. Відіграв за команду з Ейпена наступні два сезони своєї ігрової кар'єри.
До складу клубу «Гент» приєднався 2019 року. Станом на 24 жовтня 2019 року відіграв за команду з Гента 5 матчів в національному чемпіонаті.

## Статистика виступів

### Статистика клубних виступів
| Сезон             | Команда           | Чемпіонат         | Чемпіонат | Чемпіонат | Національний кубок | Національний кубок | Національний кубок | Континентальні кубки | Континентальні кубки | Континентальні кубки | Інші змагання | Інші змагання | Інші змагання | Усього | Усього | Усього |
| Сезон             | Команда           | Ліга              | Ігор      | Голів     | Ліга               | Ігор               | Голів              | Ліга                 | Ігор                 | Голів                | Ліга          | Ігор          | Голів         | Ігор   | Голів  |        |
| ----------------- | ----------------- | ----------------- | --------- | --------- | ------------------ | ------------------ | ------------------ | -------------------- | -------------------- | -------------------- | ------------- | ------------- | ------------- | ------ | ------ | ------ |
| 2015–16           | «Сент-Трюйден»    | Л1                | 1         | 0         | КБ                 | 0                  | 0                  |                      | -                    | -                    |               | -             | -             | 1      | 0      |        |
| 2016–17           | «Сент-Трюйден»    | Л1                | 0         | 0         | КБ                 | 0                  | 0                  |                      | -                    | -                    |               | -             | -             | 0      | 0      |        |
| 2017–18           | «Ейпен»           | Л1                | 7+7       | 0         | КБ                 | 1                  | 0                  |                      | -                    | -                    |               | -             | -             | 15     | 0      |        |
| 2018–19           | «Ейпен»           | Л1                | 13        | 1         | КБ                 | 2                  | 0                  |                      | -                    | -                    |               | -             | -             | 15     | 1      |        |
| Усього за кар'єру | Усього за кар'єру | Усього за кар'єру | 28        | 1         |                    | 3                  | 0                  |                      | -                    | -                    |               | -             | -             | 31     | 1      |        |

## Досягнення
«Гент»
- Володар Кубка Бельгії: 2021–22

«Юніон»
- Володар Кубка Бельгії: 2023–24[2]
- Володар Суперкубка Бельгії: 2024[3]
- Чемпіон Бельгії: 2024–25